# Santa Maria de Capellades
Santa Maria és una església de Capellades (l'Anoia) protegida com a bé cultural d'interès local.

## Descripció
Té planta basilical de tres naus amb transsepte marcat en alçat i capelles a les naus laterals. Hi ha tres absis. L'interior està recobert de pintures murals. A la zona exterior, destaca un cimbori amb llanterna sobre el creuer, decorat amb ceràmica vermella i blava. A la zona dels peus, a la dreta, hi ha un campanar de base poligonal amb dos cossos, on el superior és més petit.
La façana és força austera, tan sols està arrebossada amb alguns esgrafiats. És de tipus rectangular, amb una forma de voluta a l'esquerra i de dimensions força grans; de fet no ens deixa veure la cúpula del creuer. La portada té un petit frontó de pedra vista amb alguns relleus d'inspiració vegetal. A sobre hi ha un nínxol amb la imatge del sant tutelar; al damunt d'aquest, hi trobem un rosetó. A la part superior hi ha tres petites finestres rectangulars per a donar una major il·luminació al conjunt.

## Història
El conjunt està datat vers el segle x. Va rebre els privilegis del rei Lotari el 986 i el 988 va deixar d'ésser sufragània de Claramunt. Fou erigida parròquia l'any 1098 per una butlla del pontífex Urbà II a petició de l'abat Berenguer del Monestir de Sant Cugat.
El 1643 es construeix una nova església a sobre de la primitiva. El 1805 s'inicien les obres del temple actual; es perllonguen tot un segle degut a les guerres francesa i carlista i de l'incendi que patí el conjunt el 1896.